# 부산체육중학교
부산체육중학교(釜山體育中學校)는 대한민국 부산광역시 영도구 동삼동에 있는 공립 중학교이다.

## 학교 연혁
- 1972년 12월 29일 : 부산체육학교 설립 인가
- 1973년 3월 5일 : 제1회 입학식(4학급 160명)
- 1973년 4월 7일 : 초대 장동수 교장 취임
- 1973년 6월 4일 : 부산체육중학교로 교명 변경
- 1974년 2월 25일 : 영도구 동삼동 구)해양대학으로 본 교사 이전(현 체육고 위치)
- 1976년 2월 27일 : 1회~3회 졸업식(1회 113명, 2회 134명, 3회 49명) (~1978.1)
- 1976년 3월 1일 : 부산체육고등학교 개교(완성학급 6학급 360명)
- 1978년 2월 28일 : 부산체육중학교 폐지
- 2013년 3월 1일 : 부산체육중학교 신설
- 2013년 3월 4일 : 제4회 입학식(3학급 90명)
- 2013년 7월 10일 : 부산체육중학교 개관식
- 2024년 9월 1일 : 제8대 곽정록 교장 취임
- 2024년 12월 31일 : 제15회 졸업식(36명) 졸업생 누계 664명
- 2025년 3월 4일 : 제16회 입학식(58명)

## 참고 자료
- 부산체육중학교 - 한국교육학술정보원 학교알리미